# Spălarea banilor
Spălarea banilor este procesul de ascundere ilegală a originii banilor obținuți din activități ilicite (adesea numiți „bani murdari”), cum ar fi traficul de droguri, prostituția, terorismul, corupția, delapidare și trădarea, și transformarea acestor fonduri într-o sursă aparent legitimă, de obicei printr-o organizație paravan. Spălarea banilor este, ipso facto, ilegală. Activitățile care generează acești bani sunt aproape întotdeauna infracționale într-un fel (altfel, banii nu ar avea nevoie să fie „spălați”).
Pe măsură ce criminalitatea financiară a devenit mai complexă, iar informațiile financiare joacă un rol esențial în combaterea criminalității internaționale și a terorismului, spălarea banilor a devenit un subiect important de dezbatere politică, economică și juridică. Majoritatea țărilor implementează măsuri de prevenire și combatere a acestui fenomen.

## Istoric
Deși legile existente au fost utilizate pentru a combate spălarea banilor în perioada Prohibiției din Statele Unite din anii 1930, legislația dedicată împotriva spălării banilor (abreviată AML de la Anti-Money Laundering) a fost implementată abia în anii 1980. Crima organizată a beneficiat semnificativ de pe urma Prohibiției, obținând fonduri considerabile din vânzarea ilegală de alcool. Condamnarea lui Al Capone pentru evaziune fiscală a determinat autoritățile să acorde o atenție sporită urmăririi și confiscării banilor obținuți ilegal. Totuși, legile existente privind evaziunea fiscală nu mai puteau fi aplicate odată ce gangsterii au început să-și plătească impozitele.
În anii 1980, odată cu intensificarea luptei împotriva drogurilor, guvernele au revenit la reglementările privind spălarea banilor pentru a urmări și confisca veniturile provenite din traficul de droguri, vizând astfel organizatorii și liderii imperiilor drogurilor. Aceasta a permis, din perspectiva forțelor de ordine, o inversare a regulilor privind probele. În mod obișnuit, autoritățile trebuiau să demonstreze vinovăția unei persoane pentru a-i confisca bunurile, însă prin introducerea legilor privind confiscarea civilă, banii puteau fi confiscați, iar persoana trebuia să dovedească legitimitatea fondurilor pentru a-i recupera. Acest proces a fost abuzat de unele agenții de aplicare a legii, care au confiscat și reținut bani fără dovezi clare privind activități infracționale, folosind fondurile pentru a-și suplimenta propriile bugete. Confiscarea civilă a activelor a fost puternic criticată de organizațiile pentru drepturile civile, din cauza standardelor mult reduse pentru condamnare, a inversării sarcinii probei, a conflictelor de interese financiare (deoarece agențiile de aplicare a legii care decid asupra confiscărilor beneficiază direct de activele confiscate) și a încălcării principiului separației puterilor în stat și a dreptului la un proces echitabil.
Atacurile din 11 septembrie 2001 au dus la adoptarea Patriot Act în SUA și a unor legi similare la nivel mondial, sporind accentul pe reglementările privind spălarea banilor pentru a combate finanțarea terorismului. Țările din Grupul celor Șapte (G7) au utilizat Grupul de Acțiune Financiară împotriva Spălării Banilor (FATF) pentru a exercita presiuni asupra guvernelor din întreaga lume în vederea intensificării supravegherii tranzacțiilor financiare și a schimbului de informații între state.
Începând cu 2002, guvernele au modernizat legislația privind spălarea banilor și sistemele de monitorizare a tranzacțiilor financiare. Reglementările AML au devenit o povară semnificativă pentru instituțiile financiare, iar aplicarea acestora s-a intensificat considerabil.
În perioada 2011–2015, mai multe bănci de renume au fost sancționate cu amenzi din ce în ce mai mari pentru încălcarea reglementărilor privind spălarea banilor. Printre acestea se numără HSBC, care a fost amendată cu 1,9 miliarde de dolari în decembrie 2012, și BNP Paribas, care a primit o amendă de 8,9 miliarde de dolari în iulie 2014 din partea guvernului SUA.
Odată cu creșterea utilizării activelor digitale la sfârșitul anilor 2010, s-a înregistrat o creștere semnificativă a spălării banilor și a fraudelor legate de criptomonede. Numai în 2021, infractorii cibernetici au reușit să obțină 14 miliarde de dolari în criptomonede prin diverse activități ilegale. Grupurile criminale organizate din China au devenit principalii actori în spălarea banilor pentru cartelurile de droguri din Mexic, Italia și alte regiuni.

## Definiție
Spălarea banilor este conversia sau transferul unor bunuri; ascunderea sau disimularea naturii provenienței acestora; achiziționarea, deținerea sau utilizarea unor bunuri, știind că acestea provin din activități infracționale; sau participarea ori asistarea în transferul de fonduri pentru a face ca veniturile ilicite să pară legitime.
Banii obținuți din anumite infracțiuni, precum escrocheria, tranzacțiile bazate pe informații privilegiate, traficul de droguri, traficul de persoane și jocurile de noroc ilegale, sunt considerați „murdari” și trebuie „curățați” pentru a părea că provin din activități legale, astfel încât băncile și alte instituții financiare să îi accepte fără suspiciuni.
Procesul de spălare a banilor implică trei etape:
1. Plasarea banilor în sistemul financiar prin diverse mijloace;
2. Stratificarea lor prin efectuarea unor tranzacții financiare complexe pentru a ascunde sursa ilegală a banilor;
3. Integrarea lor prin bunuri sau averi din fondurile astfel procesate, făcându-le să pară legitime.

În anumite cazuri, unele dintre aceste etape pot fi omise. De exemplu, veniturile obținute în altă formă decât numerar, care sunt deja în sistemul financiar, nu necesită faza de plasare.

## Metode de spălare a banilor
Spălarea banilor poate lua mai multe forme, deși majoritatea metodologiilor pot fi încadrate într-un număr limitat de categorii. Acestea includ metode bancare, structurale, schimburi valutare și facturare dublă.
- Structurarea: Cunoscută adesea sub numele de smurfing, este o metodă de plasare prin care numerarul este împărțit în depozite mai mici, pentru a evita suspiciunile de spălare de bani și pentru a ocoli cerințele de raportare împotriva spălării banilor. O subcomponentă a acestei metode este utilizarea unor sume mai mici de numerar pentru a achiziționa instrumente la purtător, cum ar fi ordin de plată, care sunt apoi depuse, din nou, în sume mici.
- Contrabanda cu numerar: Aceasta presupune transportul fizic al banilor într-o altă jurisdicție și depunerea acestora într-o instituție financiară, cum ar fi o bancă offshore, care oferă un grad mai mare de secret bancar sau o aplicare mai puțin strictă a reglementărilor împotriva spălării banilor.
- Afaceri cu numerar intensiv: În această metodă, o afacere care este de obicei așteptată să primească o mare parte din veniturile sale în numerar își folosește conturile pentru a depune bani obținuți ilegal. Această metodă determină adesea suprapunerea crimei organizate cu criminalitatea corporativă. Astfel de afaceri operează deschis și generează venituri din activități legitime alături de numerarul ilicit. În astfel de cazuri, afacerea declară toți banii primiți drept venituri legitime. Afacerile din sectorul serviciilor sunt cele mai potrivite pentru această metodă, deoarece au costuri variabile reduse și/sau un raport mare între venituri și costuri variabile, ceea ce face dificilă detectarea discrepanțelor. Exemple includ parcări, cluburi de striptease, saloane de bronzat, spălătorii auto, săli de jocuri, baruri, restaurante, cazinouri, frizerii, cinematografe și stațiuni turistice.
- Spălarea de bani bazată pe comerț: Aceasta este una dintre cele mai noi și mai complexe forme de spălare de bani. Aceasta implică subevaluarea sau supraevaluarea facturilor pentru a disimula transferul de bani. De exemplu, piața de artă a fost acuzată că este un vehicul ideal pentru spălarea banilor, datorită caracteristicilor unice ale artei, cum ar fi valoarea subiectivă a operelor și secretul caselor de licitații privind identitatea cumpărătorilor și vânzătorilor.[8]
- Companii fantomă și trusturi: Trusturile și companiile fantomă ascund adevărații proprietari ai banilor. În funcție de jurisdicție, aceste entități nu sunt obligate să dezvăluie proprietarii reali.
- Round-tripping: Aceasta presupune depunerea banilor într-o corporație străină controlată, de preferință într-un paradis fiscal unde se păstrează un minim de evidențe, iar apoi retrimiterea acestora sub forma unei investiții străine directe, scutite de taxe. O variantă a acestei metode implică transferul banilor către un cabinet de avocatură sau o organizație similară ca avans pentru onorarii, urmat de anularea contractului și, când banii sunt returnați, prezentarea lor ca moștenire sau venit obținut din litigii.
- Capturarea băncilor: În acest caz, spălătorii de bani sau infractorii achiziționează o participație majoritară într-o bancă, de preferință într-o jurisdicție cu controale slabe împotriva spălării banilor, și transferă bani prin bancă fără supraveghere.
- Frauda prin facturare: Un exemplu este atunci când un infractor contactează o companie pretinzând că datele bancare ale furnizorului s-au schimbat. Acesta oferă apoi detalii alternative, frauduloase, pentru ca banii să fie transferați în contul său.
- Cazinouri: O persoană intră într-un cazinou și cumpără jetoane cu bani iliciți. Apoi joacă pentru o perioadă scurtă de timp. La retragerea jetoanelor, aceasta solicită plata prin cec sau cel puțin o chitanță, astfel încât să poată justifica banii ca fiind câștiguri din jocuri de noroc.
- Alte forme de jocuri de noroc: Banii sunt cheltuiți pe pariuri, de preferință pe jocuri cu cote mari. O metodă de a minimiza riscul este parierea pe toate rezultatele posibile ale unui eveniment, astfel încât să existe cel puțin un pariu câștigător, iar pierderile să fie limitate la comisioane.
- Salarii „la negru”: O companie poate avea angajați nedeclarați, fără contracte scrise, și să le plătească salariile în numerar. Banii murdari pot fi utilizați pentru a acoperi aceste plăți.
- Amnistii fiscale: De exemplu, acelea care legalizează active și bani neraportați, deținuți în paradisuri fiscale.
- Spălarea tranzacțională: Aceasta are loc atunci când un comerciant procesează, fără să știe, tranzacții ilicite cu carduri de credit pentru o altă afacere. Este o problemă în creștere și este recunoscută ca distinctă de spălarea tradițională a banilor, utilizând ecosistemul de plăți pentru a ascunde existența tranzacției (de exemplu, utilizarea unor site-uri false). Mai este cunoscută sub numele de „agregare nedeclarată” sau „factoring”.
- Platforme de muncă online: Acestea funcționează prin acceptarea fondurilor de la clienți și păstrarea acestora în escrow până la finalizarea proiectelor de către freelancerii. De exemplu, o persoană care urmărește să spele bani poate publica un proiect fictiv și transfera fonduri pentru a fi reținute temporar. Ulterior, acesta poate accepta și finaliza proiectul, ceea ce face ca transferul de bani să pară legitim.
- Prin sport: Echipele de investigație au identificat sportul ca o metodă comună de spălare a banilor. În special în America Latină, traficanții de droguri sunt adesea proprietarii unor cluburi de fotbal și spală bani prin intermediari, prin achiziția și vânzarea de jucători, vânzarea de bilete și produse.

### Moneda electronică digitală
În teorie, moneda digitală ar trebui să permită transferul de valoare fără dezvăluirea identității, similar bancnotelor neînregistrate, în special în cazul transferurilor bancare anonime. În practică, însă, capacitățile de înregistrare ale furnizorilor de servicii Internet și ale altor administratori de rețea compromit această intenție. Deși unele criptomonede dezvoltate recent vizează creșterea anonimatului tranzacțiilor, eficiența acestora rămâne controversată, inclusiv în ceea ce privește utilizarea lor în activități de spălare a banilor. Cu toate acestea, acestea sunt mai potrivite pentru spălarea banilor obținuți din infracțiuni de mică amploare decât pentru operațiuni de mare anvergură.
În afară de criptomonedele tradiționale, Tokenurile Non-Fungibile (NFT) sunt, de asemenea, utilizate în activități de spălare a banilor. Prin crearea mai multor portofele de către un singur utilizator și realizarea unor tranzacții fictive succesive, NFT-urile pot fi vândute ulterior unei terțe părți pentru a masca originea fondurilor. Astfel de practici devin tot mai frecvente datorită anonimatului relativ ridicat al tranzacțiilor pe piețele NFT.
O altă metodă utilizată pentru disimularea originii fondurilor este reprezentată de serviciile de amestecare a criptomonedelor. Acestea combină fondurile mai multor utilizatori pentru a le face dificil de urmărit pe blockchain-uri publice precum Bitcoin și Ethereum. Deși nu sunt explicit ilegale în multe jurisdicții, legalitatea acestor servicii rămâne controversată.
Jocurile online reprezintă, de asemenea, o metodă tot mai utilizată pentru spălarea banilor. În anumite jocuri, precum Second Life și World of Warcraft, fondurile pot fi convertite în bunuri și servicii virtuale, care ulterior pot fi transformate din nou în bani reali.

### Spălarea inversă a banilor
Spălarea inversă a banilor este un proces prin care o sursă legitimă de fonduri este mascată pentru a fi utilizată în scopuri ilegale. Această practică este adesea asociată cu finanțarea terorismului, dar poate fi utilizată și de organizații criminale care investesc în afaceri legale și doresc să retragă fonduri din circuitul oficial. Numerarul obținut prin astfel de tranzacții financiare disimulate nu este inclus în raportările financiare oficiale și poate fi utilizat pentru evaziune fiscală, oferirea de mită sau plata salariilor „la negru”.
Fenomenul acestor practici frauduloase de retragere de numerar (cunoscute în Rusia sub termenul de obnalichka) a devenit o problemă semnificativă în Rusia și în alte state post-sovietice. Grupul Eurasiatic pentru Combaterea Spălării Banilor și Finanțării Terorismului (EAG) a raportat că Federația Rusă, Ucraina, Turcia, Serbia, Kârgâzstan, Uzbekistan, Armenia și Kazahstan se confruntă cu o reducere considerabilă a bazei de impozitare și o creștere a ponderii numerarului în circulație. Aceste evoluții au complicat gestionarea economiei și au contribuit la expansiunea economiei subterane.

### Dimensiunea fenomenului
Deși măsurarea exactă a fenomenului este dificilă, se estimează că sumele implicate anual se ridică la miliarde, ceea ce generează preocupări semnificative pentru factorii de decizie politică. Astfel, guvernele și organismele internaționale au adoptat măsuri pentru prevenirea și combaterea spălării banilor. Instituțiile financiare implementează, la rândul lor, mecanisme de supraveghere și raportare a tranzacțiilor suspecte, atât ca urmare a cerințelor legislative, cât și pentru a evita riscurile reputaționale.
Spălarea banilor este un fenomen strâns legat de criminalitatea organizată, iar legislația modernă împotriva acestuia a evoluat în paralel cu lupta împotriva traficului de droguri. Mai recent, măsurile de combatere a spălării banilor sunt corelate și cu prevenirea finanțării terorismului, întrucât ambele infracțiuni implică transferul de fonduri prin sistemul financiar. În timp ce spălarea banilor urmărește mascarea provenienței ilicite a fondurilor, finanțarea terorismului vizează direcționarea acestora către activități ilegale. De asemenea, entități precum persoane, companii sau state sancționate din motive juridice sau geopolitice pot încerca să își transfere fondurile în piețe unde sunt restricționate.
Fenomenul spălării banilor poate avea consecințe negative asupra democrației și stabilității economice.

## Statistici
Tabelul de mai jos prezintă cazurile anuale de spălare a banilor raportate pentru fiecare țară din Europa în parte pentru ultimul an disponibil, potrivit Oficiului Națiunilor Unite pentru Droguri și Criminalitate.
| Steag                 | Stat                  | Cazuri de spălare de bani în 2022 | Subregiune     |
| --------------------- | --------------------- | --------------------------------- | -------------- |
| Albania               | Albania               | 475                               | Europa de Sud  |
| Austria               | Austria               | 755                               | Europa de Vest |
| Belgia                | Belgia                | -                                 | Europa de Vest |
| Bosnia și Herțegovina | Bosnia și Herțegovina | 114                               | Europa de Sud  |
| Bulgaria              | Bulgaria              | 41                                | Europa de Est  |
| Cehia                 | Cehia                 | 691                               | Europa de Est  |
| Cipru                 | Cipru                 | -                                 | Europa de Sud  |
| Croația               | Croația               | 79                                | Europa de Sud  |
| Danemarca             | Danemarca             | 5903                              | Europa de Nord |
| Elveția               | Elveția               | 3751                              | Europa de Vest |
| Estonia               | Estonia               | 20                                | Europa de Nord |
| Finlanda              | Finlanda              | 926                               | Europa de Nord |
| Franța                | Franța                | 2893                              | Europa de Vest |
| Germania              | Germania              | 22614                             | Europa de Vest |
| Grecia                | Grecia                | 123                               | Europa de Sud  |
| Republica Irlanda     | Irlanda               | 545                               | Europa de Nord |
| Italia                | Italia                | 1561                              | Europa de Sud  |
| Liechtenstein         | Liechtenstein         | 70                                | Europa de Vest |
| Letonia               | Letonia               | 467                               | Europa de Nord |
| Lituania              | Lituania              | 38                                | Europa de Nord |
| Luxemburg             | Luxemburg             | -                                 | Europa de Vest |
| Malta                 | Malta                 | 130                               | Europa de Sud  |
| Norvegia              | Norvegia              | 188                               | Europa de Nord |
| Polonia               | Polonia               | 1055                              | Europa de Est  |
| Portugalia            | Portugalia            | 49                                | Europa de Sud  |
| România               | România               | 323                               | Europa de Est  |
| Slovacia              | Slovacia              | 126                               | Europa de Est  |
| Slovenia              | Slovenia              | 93                                | Europa de Sud  |
| Spania                | Spania                | 411                               | Europa de Sud  |
| Suedia                | Suedia                | 14958                             | Europa de Nord |
| Țările de Jos         | Țările de Jos         | 1535                              | Europa de Vest |
| Ungaria               | Ungaria               | 533                               | Europa de Est  |
| Vatican               | Vatican               | 0                                 | Europa de Sud  |

## Legislație

### România
În România, spălarea banilor este o infracțiune definită astfel de art. 22 din legea 656/2002:
- schimbarea sau transferul de bunuri, cunoscând ca provin din săvârșirea de infracțiuni, în scopul ascunderii sau al disimularii originii ilicite a acestor bunuri sau în scopul de a ajuta persoana care a săvârșit infracțiunea din care provin bunurile să se sustragă de la urmărire, judecata sau executarea pedepsei;

- ascunderea sau disimularea adevaratei naturi a provenientei, a situarii, a dispoziției, a circulației sau a proprietății bunurilor ori a drepturilor asupra acestora, cunoscând ca bunurile provin din săvârșirea de infracțiuni;
- dobândirea, deținerea sau folosirea de bunuri, cunoscând ca acestea provin din săvârșirea de infracțiuni.

Art. 269 din Codul penal al României definește „Spălarea de bani” ca fiind operațiunea juridică de orice fel, efectuată în scopul împiedicării identificării originii ilicite, a situării, a circulației, a titularului real al dreptului de proprietate ori a existenței altor drepturi cu privire la un bun, de către o persoană care, fie a cunoscut, fie a prevăzut din împrejurările concrete, că acesta provine din săvârșirea unei fapte prevăzute de legea penală, chiar fără a cunoaște natura acesteia.

### Republica Moldova
În Republica Moldova, spălarea banilor este o infracțiune definită astfel de Legea Nr. 190 din 26.07.2007: 
Spălare a banilor – acțiuni, stabilite în Codul penal la art. 243, orientate spre atribuirea unui aspect legal sursei și provenienței veniturilor ilicite ori spre tăinuirea originii sau apartenenței unor astfel de venituri.

### Statele Unite ale Americii
În legislația Statelor Unite, spălarea banilor este definită ca practicarea unor tranzacții financiare menite să ascundă identitatea, sursa sau destinația banilor obținuți ilegal.

### Marea Britanie
În legislația britanică, definiția este mai largă, fiind descrisă ca „procesul prin care veniturile provenite din infracțiuni sunt convertite în active care par a avea o origine legitimă, astfel încât să poată fi păstrate permanent sau reciclate în alte activități infracționale”.